# Paspalum polyphyllum
Paspalum polyphyllum är en gräsart som beskrevs av Christian Gottfried Daniel Nees von Esenbeck och Carl Bernhard von Trinius. Paspalum polyphyllum ingår i släktet tvillinghirser, och familjen gräs. Inga underarter finns listade i Catalogue of Life.